# Filter
Filter é uma banda de rock industrial formada em 1993 em Cleveland, Ohio pelo vocalista e guitarrista Richard Patrick e pelo guitarrista Brian Liesegang.

## História

### Short Bus
O seu primeiro álbum, Short Bus, foi editado a 8 de Maio de 1995. O disco obteve algum sucesso comercial, incluindo o single "Hey Man, Nice Shot". A música causou alguma polémica, sendo vista como uma alavanca para o suicídio público do político Budd Dwyer. Igualmente especulou-se se o suicídio de Kurt Cobain teria sido inspirado na música, o que a banda nega. Mais tarde a banda contrata para a guitarra Geno Lenardo, Frank Cavanagh para o baixo e Matt Walker na bateria.

### "The Soundtrack EP"
Durante o lançamento do primeiro e segundo disco, a banda deu o seu contributo a bandas sonoras, tendo participado por exemplo em Songs in the Key of X: Music from and Inspired by the X-Files. Em 1996, gravaram um vídeo intitulado "Jurassitol", para The Crow: City of Angels. Liesegang abandona a banda em 1997.

### Title of Record
A 24 de Agosto de 1999, é editado o segundo álbum de estúdio, Title of Record que contava com o regresso dos antigos membros Lenardo e Cavanagh, bem como de Steve Gillis na bateria, preenchendo assim a falha deixada por Walker que tinha ido para os The Smashing Pumpkins. Title of Record tinha uma sonoridade mais rock industrial, que teve ainda mais sucesso com a música "Take a Picture", que atingiu a posição 12 no top Billboard Hot 100 dos singles mais comprados, juntamente com outras que marcaram o disco, "Welcome to the Fold" e "The Best Things". A música "Take a Picture" retrata uma situação vivida por Richard Patrick num voo, em que ele estava alcoolizado e tendo baixado a sua roupa interior, alarmou todo os passageiros.O álbum foi eleito o "melhor álbum do ano" pela revista Rock Sound.

### The Amalgamut
A 30 de Julho de 2002, saíu o terceiro disco, The Amalgamut, contando com singles como "Where Do We Go from Here?" e "American Cliché". Para promoção do álbum foi contratado Alan Bailey para a guitarra, que iria substituir Richard Patrick, tendo a sua turnê acabado poucas semanas depois de Richard ter regressado voluntariamente da reabilitação.

### Anthems For The Damned
O quarto álbum de estúdio, Anthems for the Damned  foi lançado a 13 de Maio de 2008, tendo vendido cerca de 13 mil cópias na primeira semana e estreado no nº 60 da Billboard 200.
A banda lançou a sua primeira compilação The Very Best Things (1995–2008) a 31 de Março de 2009, tendo faixas dos quatro álbuns de estúdio, sendo a maioria delas do disco Title Of Record. São quatorze faixas e inclui ainda as músicas mais conhecidas da banda.

## Projetos paralelos
Richard Patrick fez parte do supergrupo The Damning Well, que editou apenas uma faixa na banda sonora de Underworld em 2003, apesar de ter trabalhado em todo o álbum na produção. Army of Anyone, um segundo supergrupo, projeto paralelo do baterista Ray Luzier e dos membros dos Stone Temple Pilots Robert DeLeo e Dean DeLeo, aditaram o seu álbum homónimo a 14 de Novembro de 2006.
A 25 de Agosto de 2008 Richard Patrick escreveu uma coluna num editorial, "Talking About War", para o jornal Huffington Post. Desde essa altura é chamado de "Filtering The Truth". O seu primeiro comentário sobre política e religião foi editado no dia das eleições em 2008.
Os antigos membros Brian Liesegang e Matt Walker tocaram teclados e bateria respectivamente na torné da banda de Billy Corgan em 2005 para a promoção do seu álbum a solo. Inclusive havia rumores de que Geno Lenardo e Frank Cavanaugh iriam juntar-se ao vocalista de Adema, Mark Chavez, e formar a banda State of Mind, rumores estes que revelaram-se falsos.

## Participação em trilhas sonoras
- "Take a Picture", em The Girl Next Door.
- "Jurassitol", em The Crow: City Of Angels.
- "The Best Things", em The Crow: Salvation.
- "(Can't You) Trip Like I Do", em Spawn.
- "Thanks Bro", em Arquivo X.
- "Hey Man Nice Shot", em Demon Knight, e Supernatural - 1ª Temporada (Episódio "Skin").

## Membros

### Atuais
- Richard Patrick – vocal, guitarra (1992 – presente)
- Mitchell Marlow – guitarra (2008 – presente)
- Rob Patterson – guitarra (2010 – presente)
- Phil Buckman – baixo (2010 – presente)

### Antigos
- Brian Liesegang – guitarra, programação (1992 – 1997)
- Matt Walker – bateria, percussão (1995 – 1999)
- Geno Lenardo – guitarra (1995 – 2002)
- Alan Bailey – guitarra (2002)
- Steve Gillis – bateria, percussão (1999–2002)
- Frank Cavanagh - baixo (1995 - 2002, 2008)
- Charles Lee - baixo (2007-2008)
- John Spiker – baixo (2008 – 2010)
- Mika Fineo – bateria, percussão (2008 – 2010)

## Discografia

### Álbuns de estúdio
- 1995 - Short Bus
- 1999 - Title of Record
- 2002 - The Amalgamut
- 2008 - Anthems for the Damned
- 2010 - The Trouble with Angels
- 2013 - The Sun Comes Out Tonight
- 2016 - Crazy Eyes
- 2023 - The Algorithm

### Remix
- 2008 - Remixes for the Damned

### Compilações
- 2009 - The Very Best Things (1995–2008)